# 温泉パン
温泉パン（おんせんパン）は、栃木県喜連川町（現さくら市）で温泉ぱん株式会社により販売されているパン。

## 沿革
- 1940年（昭和15年） - 創業者である、笹沼昌一が傷痍軍人として北京より帰国
- 1941年（昭和16年） - 笹沼昌一が徴兵前に東京のパン屋「旭堂」で働いて栃た経験を生かして、地元県塩谷郡喜連川町にて、パン屋を開店
- 1953年（昭和28年） - 「合資会社　旭堂」設立。
- 2011年（平成23年） - 社名を「温泉ぱん株式会社」に変更[2]。